# Adelina Patti

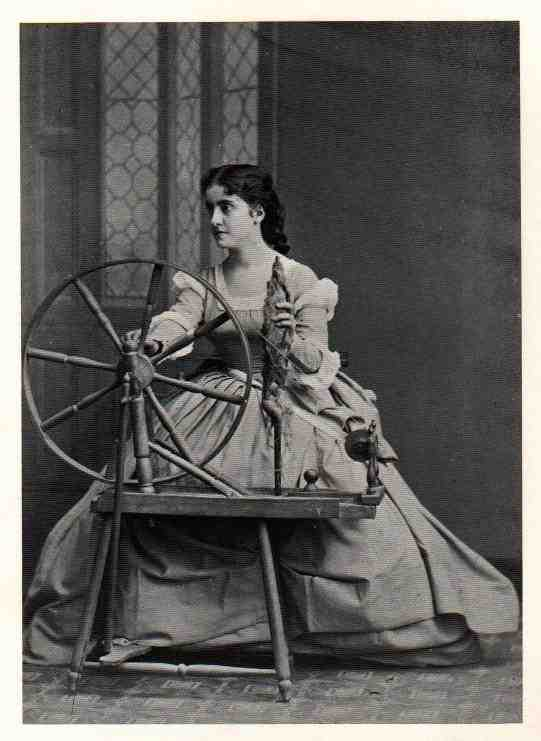
Patti com Margarita en Faust de Charles Gounod, 1875.

Adelina Patti (Madrid, 19 de febrer de 1843 - Castell de Craig-y-Nos, Gal·les, 27 de setembre de 1919) va ser una de les més cèlebres sopranos del segle xix. Considerada una de les estrelles de l'òpera de l'època junt a les seues contemporànies Jenny Lind i Christina Nilsson, el mateix Giuseppe Verdi, entre d'altres, la va qualificar de la millor cantant que mai havia sentit.

## Biografia
Va néixer al número 6 del carrer de Fuencarral de Madrid a les 4 de la tarda del 19 de febrer de 1843. Era filla de pares italians, el seu pare era Salvatore Patti, natural de Catània, i la seva mare Caterina Chiesa, natural de Roma. Els avis paterns eren de Catània i els materns de Venècia i Marino. En el moment del bateig se li van imposar els noms Adela Juana María. Ambdós progenitors eren cantants i casualment es trobaven a Madrid representant la Norma de Bellini al teatre del Circo, en el cas de la seva mare com a prima donna. Al llarg de la seva vida Patti sempre va fer gala d'haver nascut a Espanya.
Les seues germanes Carlota i Amalia també van ser cantants.
En la seua infantesa la família es va traslladar a Nova York, i Patti va créixer al Bronx, on encara es troba la casa de la seua família. Va cantar de manera professional des de la infantesa, desenvolupant una veu de soprano de coloratura. Hom creu que va aprendre la major part de la seua tècnica del seu cunyat, Maurice Strakosch, tot i que més endavant, com altres cantants famosos, Patti va reivindicar que la seua formació havia estat completament autodidacta.

### Desenvolupament
Va fer el seu debut operístic en el paper protagonista de Lucia di Lammermoor, de Donizetti, a l'Acadèmica de Música de Nova York, amb només 16 anys, el 1859.

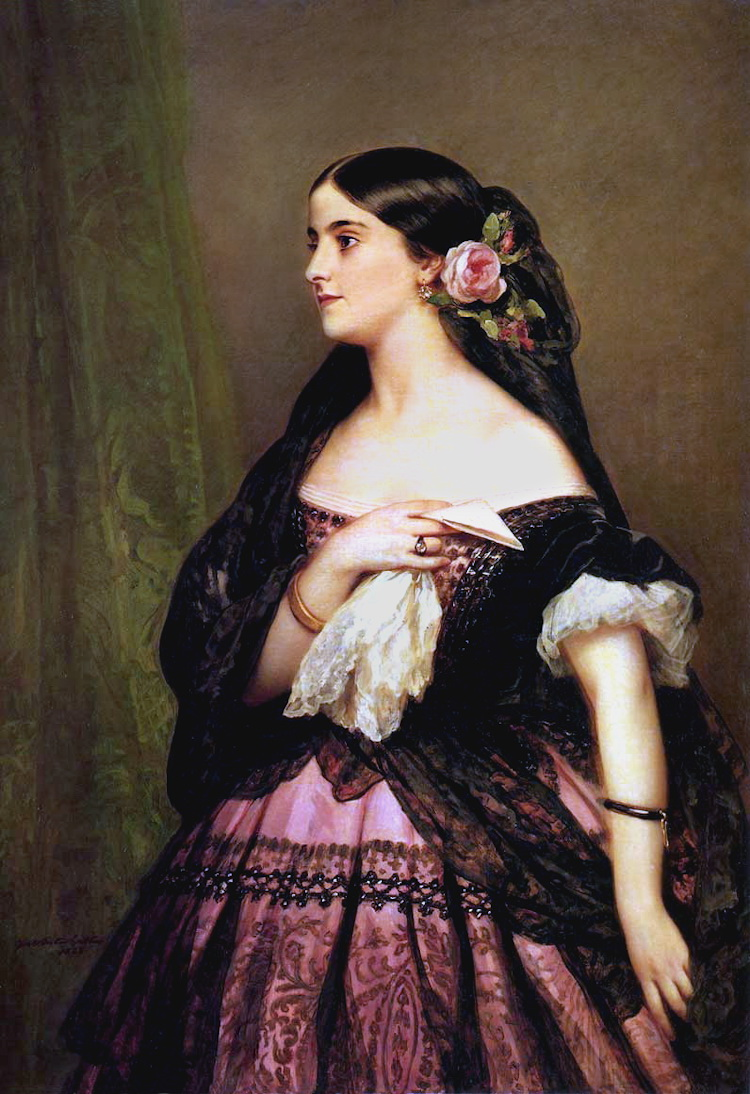
Retrat per Franz Winterhalter (1862)

L'any 1861, amb 18 anys, va debutar al Covent Garden amb el paper d'Amina en La sonnambula de Bellini. L'èxit va ser tan gran que va comprar una casa a Clapham i, usant Londres com a base, va llançar-se a la conquista del continent, interpretant Amina a París i Viena en els anys posteriors i amb el mateix èxit.
L'any 1862 va cantar la cançó Home, Sweet Home de Bishop en la Casa Blanca, davant del president Abraham Lincoln i la seua esposa Mary, que estaven de dol per la mort del seu fill Willie a causa d'una febre tifoidea. Els Lincoln van esclatar en llàgrimes i van demanar-li una propina. La cançó es va associar ràpidament amb Adelina Patti i aquesta la solia incloure sovint com a propina en els seus concerts.
La seua carrera va anar d'èxit en èxit. Va cantar als Estats Units d'Amèrica, per tot Europa a voltes acompanyada de Elisa Volpini; incloent-hi Rússia, i per Sud-amèrica, provocant el frenesí popular i l'aclamació de la crítica per on passava. El seu aspecte juvenil resultava molt atractiu en l'escenari. Al principi de la seua carrera va ser especialment estimat el bell timbre de la seua veu, semblant a la puresa del cant dels ocells, destacant tant en papers de soubrette com el de Zerlina en Don Giovanni i Rosina en El barber de Sevilla; en papers de coloratura, com Lucia di Lammermoor o La sonnambula; així com en papers lírics com Faust i Romeu i Julieta de Charles Gounod.
En el camp del recital, mai no va allunyar-se del seu repertori tradicional i els seus programes estaven compostos invariablement per les mateixes peces, especialment "Home Sweet Home", cantada per a captivar les audiències. Tanmateix, va destacar com a gran intèrpret de papers operístics, als quals transmetia una especial emoció, com ara Gilda en Rigoletto, Leonora en Il trovatore, Semiramide, i Violetta en La Traviata. A mesura que la seua veu va anar madurant, va anar abastant papers més pesants, com ara L'Africaine, Les Huguenots i Aida.
Es diu que quan va cantar una ària de El barber de Sevilla davant del compositor, Gioacchino Rossini, afegint els seus propis ornaments vocals, Rossini ho va celebrar amb les paraules, « Ha estat meravellós, qui ho ha escrit? »

### Èxit financer
Allò que va fer gran a Adelina Patti no va ser tant la seua veu com el seu sentit per als negocis. Al principi de la seua carrera, demanava 5.000 dòlars per nit, que havien de ser pagats de bestreta i en or. No dòlars, no Patti. En els seus contractes estipulava que el seu nom havia d'aparèixer en els cartells més cridaner i més gran que el de la resta de cantants. També exigia que «era lliure d'assistir a tots els assajos, però no tenia obligació d'assistir a cap d'ells». El famós empresari James Henry Mapleson assenyala en el seues memòries la impactant personalitat de Patti i el seu agut sentit per als negocis. Se sap que Patti tenia un lloro al qual havia ensenyat a dir «CASH! CASH!» (diners!, diners!) cada vegada que Mapleson entrava en la cambra.
Tot i que Patti espremia fins a l'últim dòlar que podia dels empresaris, també va ser coneguda per la seua generositat amb els més desafortunats i es deia que cap dels que escrivien a la cantant demanant-li ajuda es quedava sense resposta.

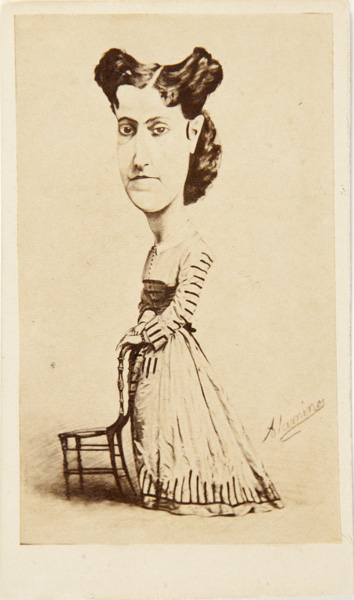
Caricatura de Adelina Patti

Va ser un desastre el fet que, com tantes altres sopranos, Patti no sabera quan parar. L'última gira pels Estats Units d'Amèrica, l'any 1903, va ser un fracàs de crítica i públic. Des d'aleshores va restringir-se a donar algun concert ocasional o representacions privades en el petit teatre que es va fer construir a Craig-y-Nos. Però encara el 1909 feu una gira acompanyada al piano per Alberto Spalding.
Va fer alguns enregistraments fonogràfics quan ja ultrapassava els 60 anys. En aquella època, la seua veu ja no era la dels seus millors moments, però encara impressionava. Els esmentats enregistraments mostren una viva personalitat en el cant i una sorprenentment i potent veu de pit amb un fosc timbre, així com un meravellós vibrato. La seua dicció es mostra encara excel·lent i sobretot, els enregistraments desprenen un encís i una musicalitat que expliquen perquè la cantant es cotitzava a 5.000 dòlars la nit. Hi ha diferents opinions sobre el vibrato: hi ha qui creu que era natural, mentre que altres proposen que pot ser a causa de la deficient tecnologia d'enregistrament sonor de l'època. L'acompanyant en els enregistraments, Landon Ronald, va escriure: « Quan la trompeta amplificadora del fonògraf va reproduir els bells tons, Adelina Patti es va extasiar! Va llançar petons a la trompeta i va dir, ‘Ah! Mon Dieu! Maintenant je comprends pourquoi je suis Patti! Oh oui! Quelle voix! Quelle artiste! Je comprends tout! [Ah! Déu meu! Ara comprenc perquè sóc la Patti! Oh sí! Quina veu! Quina artista! Ara ho comprenc tot!] El seu entusiasme era tan ingenu i genuí que el fet que estiguera lloant la seua pròpia veu ens va semblar a tots correcte i escaient ».
L'any 1906 en un memorable concert en el Royal Albert Hall, de Londres, el pianista Sobrino en companyia del violinista Sarasate donaren un concert amb motiu del comiat d'Adelina Patti.

### Vida privada
La vida privada d'Adelina Patti no va ser tan afortunada com la seua vida professional, tot i que no va ser tan desastrosa com la d'alguna de les seues col·legues. Es va comentar que havia tingut un idil·li amb el tenor Mario de Candia, qui es va vantar en la mateixa primera boda de la cantant d'«haver fet l'amor amb ella diverses vegades».
Patti es va casar tres vegades: la primera el 1868, amb Henri de Roger de Cahusac, marquès de Caux (1826-1889). Aquest matrimoni va acabar amb amargs enfrontaments (i amb el pagament d'una gran quantitat de diners al marquès). Va adquirir la nacionalitat francesa, atès que els seus dos primers marits eren francesos.

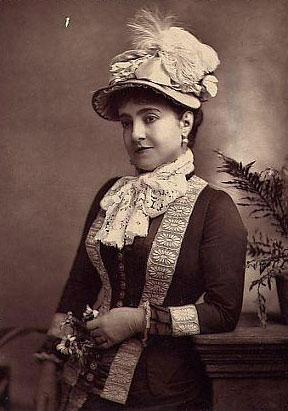
Adelina Patti

Després va viure amb el tenor Ernesto Nicolini durant uns quants anys, fins que, després de la mort de Caux, va poder casar-se amb ell. Aquest matrimoni va durar fins a la mort del marit i aparentment va ser feliç, però Nicolini va interferir en els desitjos d'Adelina, resultant en certa tensió en els últims anys.
L'últim matrimoni, l'any 1899, va ser amb un arrogant, però ben plantat, baró suec bastant més jove que ella, qui va tallar severament la vida social de la cantant. Esdevingué el seu únic hereu. Temps després de la mort de la seua muller es va tornar a casar amb una dona que aquesta vegada era molt més jove que ell. L'únic fill d'aquest matrimoni —encara viu quan Frederick Cone va escriure la biografia de Patti— esdevingué per tant l'únic hereu d'Adelina Patti.
Patti no va tenir fills, però va mantenir una sòlida relació amb els seus nebots i nebodes. Patti LuPone, actriu i cantant de Broadway i guanyadora d'un premi Tony, és reneboda d'Adelina Patti.
En el seu retir, Adelina Patti, baronessa Cederström, es va instal·lar a la Vall del Swansea, al sud de Gal·les, on va adquirir el Castell de Craig-y-Nos. Va finançar la construcció de l'edifici de l'estació de ferrocarril de Craig-y-Nos/Penwyllt, de la línia Neath and Brecon. L'any 1918 va regalar l'hivernacle del seu castell de Craig-y-Nos a la ciutat de Swansea. L'hivernacle va ser reconstruït i va ser batejat amb el nom de Patti Pavillion. Va morir a Craig-y-Nos i va ser soterrada al cementiri del Père-Lachaise, a París.